# Piratmix
Piratmix är en variant av bootleg, när någon gör en remix av en låt utan upphovsmannens tillstånd.
På mitten av 1980-talet förekom detta ganska flitigt eftersom den vanliga versionen av en topplistelåt inte fungerade på dansgolven. Drivna discjockeys skapade då egna dans-versioner genom att överföra låten till rullband som man klippte om. Ofta tillsatte man även mer bas och trumljud. När den mer dansorienterade musiken blev populär i slutet av 1980-talet försvann detta fenomen till stor del.
Mer specifikt menar man idag när man (allmänt fortfarande utan upphovsmannens tillstånd) med hjälp av samplers och annan elektronik kombinerar två eller flera låtar som råkar fungara bra ihop, ofta med humoristiska effekter. Detta piratmixande uppnådde sin största popularitet i Storbritannien under 2002, se artikeln om Bastard pop (engelska).
I Sverige har genren främst upprätthållits av Jocke Boberg och Janne Palmén.